# Pedum
Pedum is een geslacht van tweekleppigen uit de  familie van de Pectinidae (mantelschelpen). 

## Soort
- Pedum spondyloideum (Gmelin, 1791)